# Pseudomaevia
Genre
Pseudomaevia est un genre d'araignées aranéomorphes de la famille des Salticidae.

## Distribution
Les espèces de ce genre se rencontrent à l'île Lord Howe et en Polynésie française.

## Liste des espèces
Selon World Spider Catalog (version 18.0, 12/05/2017) :
- Pseudomaevia cognata Rainbow, 1920
- Pseudomaevia insulana Berland, 1942

## Publication originale
- Rainbow, 1920 : Arachnida from Lord Howe and Norfolk Islands. Records of the South Australian Museum, vol. 1, p. 229-272 (texte intégral).